# Parkhotel Richmond
Parkhotel Richmond est un hôtel balnéaire classé situé dans la ville thermale de Karlovy Vary en Tchéquie. 

## Description
Le Parkhotel Richmond est situé sur la rive droite de la rivière Teplá, dans le parc thermal, à la périphérie de la ville. Le Parkhotel est adjacent à l'actuel parc Beethoven, où se trouve un pavillon thermal avec sa propre source Štěpánka à température de 15°C.
Le Parkhotel Richmond est entouré d'un parc anglais autrefois appelé " Schönbrunn " et d'un jardin de style japonais.

## Histoire

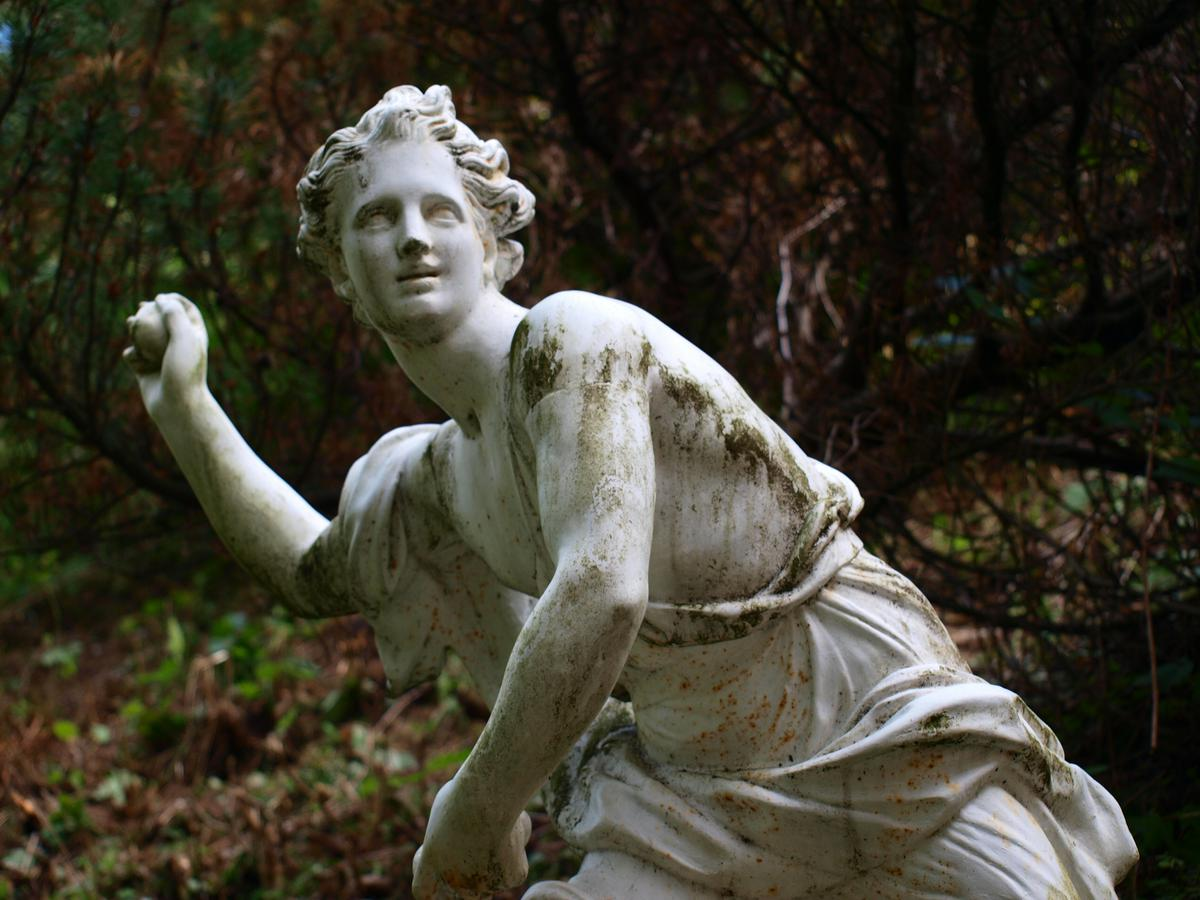
Statue dans le parc de l'hôtel

L'ancien Café Park Schönbrunn du Weingruber a été créé dans les années 1850 et a accueilli en 1911 l'exposition commune d'Oskar Kokoschka à Karlovy Vary, organisée par Walter Serner. Le bâtiment a été élevé en style classique et rebaptisé Richmond Park Hotel, fonctionnant actuellement sous le nom de Parkhotel Richmond.
Le propriétaire et exploitant de l'hôtel était l'hôtelier juif et propriétaire de l'hôtel Atlantik Alois Klein, qui comptait parmi les personnalités éminentes de la vie publique de Karlovy Vary.